# Блетилла полосатая
Блетилла полосатая (лат. Bletilla striata), также известна как орхидея-гиацинт или китайская наземная орхидея — растение семейства орхидных. 

## Распространение

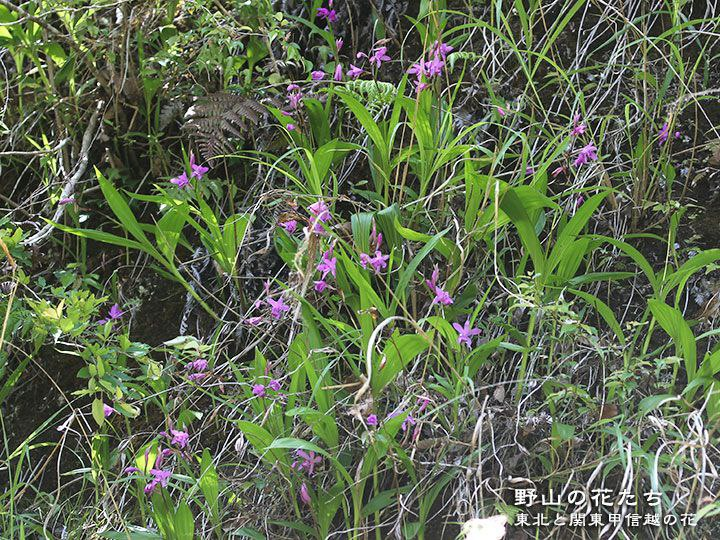
Блетилла полосатая в природе

Произрастает на глинисто-песчаных почвах в сырых тенистых местах на холмах и по склонам гор в Китае (Аньхой, Фуцзянь, Ганьсу, Гуандун, Гуанси, Гуйчжоу, Хубэй, Хунань, Цзянсу, Цзянси, Шэньси, Сычуань, Чжэцзян), Японии, Корее, Мьянме (Бирме). Высота растения 30-70 см. Корневище представлено клубневидно-утолщенными годичными приростами.

## Описание
Соцветие — малоцветковая (3-5, иногда до 10 цветков) кисть. Цветки до 4 см в диаметре, фиолетовые, с приятным ароматом. Цветет в феврале — марте. Продолжительность цветения — 1-1,5 недели.
Латинский видовой эпитет striata означает «полосатый», что связано с ребристыми листьями. Каждая псевдобульба обычно образует 3-5 линейных, складчатых, бумажисто-текстурированных, мечевидных, бледно-зелёных листьев до 30 см длиной. Зимой листья отмирают.
Растение выходит из состояния покоя ранней весной. Каждый клубень предыдущего года может дать несколько побегов, которые созревают в течение примерно двух месяцев и дают 3-7 пурпурно-розовых цветков.

## Использование
Блетиллу полосатую используют в качестве натурального клея при изготовлении шелковых струн для традиционных китайских инструментов (гуцинь).